# Шадлун, Татьяна Николаевна
Татьяна Николаевна Шадлун (10 [23] июня 1912, Киев — май 1996, Москва) — советский учёный-геолог, минералог, доктор геолого-минералогических наук, профессор, исследователь рудных месторождений.

## Биография
Родилась 10 (23) июня 1912 года в Киеве, в семье геолога Н. А. Шадлуна (1883—1932).
В 1935 году окончила МГРИ.
Начала работать в Институте геохимии, минералогии и кристаллографии имени М. В. Ломоносова АН СССР в Москве.
В 1937 году институт был реорганизован в ИГН АН СССР, затем от него отделился ИГЕМ АН СССР.
Заведовала лабораторией минераграфии (1962—1974).
Работала в экспедициях в регионах: Алтай, Урал, Забайкалье, Узбекистан, Карпаты, Северное Прибайкалье, Южное Приморье, Болгария и Куба.
Скончалась в мае[уточнить] 1996 года в Москве.

## Память
- Шадлунит[кат.] — минерал, назван в честь Т. Н. Шадлун[4].

30 мая 2012 года в Москве в Институте геологии рудных месторождений, петрографии, минералогии и геохимии РАН (ИГЕМ РАН) прошло Годичное собрание Московского отделения РМО, посвящённое 100-летию со дня рождения Т. Н. Шадлун.